# Línea 669 (Interurbanos Madrid)
La línea 669 de la red de autobuses interurbanos de Madrid une la estación de autobuses de San Lorenzo de El Escorial con Valdemorillo y Villanueva de la Cañada.

## Características
Esta línea une los municipios arriba citados, en un trayecto de 45 minutos de duración entre cabeceras.
La línea mantiene los mismos horarios todo el año (exceptuando las vísperas de festivo y festivos de Navidad) circulando sólo de lunes a viernes laborables. No presta servicio los fines de semana ni festivos.
Siguiendo la numeración de líneas del CRTM, las líneas que circulan por el corredor 6 son aquellas que dan servicio a los municipios situados en torno a la A-6 y comienzan con un 6. Aquellas numeradas dentro de la decena 660 corresponden a aquellas que circulan por San Lorenzo de El Escorial.
Está operada por la empresa ALSA mediante la concesión administrativa VCM-607 - Madrid – San Lorenzo de El Escorial (Viajeros Comunidad de Madrid) del Consorcio Regional de Transportes de Madrid. 
1. ↑  ALSA. «Servicio de autobuses de la Comunidad de Madrid». Consultado el 25 de diciembre de 2022.

## Horarios
| Lunes a viernes laborables              |                                         |
| S. L. de El Escorial > Villanueva (UAX) | Villanueva (UAX) > S. L. de El Escorial |
| 06:05                                   | 07:45                                   |
| 06:35                                   | 09:30                                   |
| 08:15                                   | 11:30                                   |
| 10:15                                   | 13:45                                   |
| 12:30                                   | 15:45                                   |
| 14:30                                   | 19:30                                   |
| 18:15                                   |                                         |

1. ↑  Hasta Valdemorillo.
2. ↑  Por instituto en El Escorial sólo días lectivos.
3. 1 2 3 4 5 6  Pasa por el parque acuático de Villanueva de la Cañada si éste está ABIERTO.

## Recorrido y paradas

### Sentido Villanueva de la Cañada
| Código                                                                              | Parada                                              | Común con                        | Municipio                  | Zona |
| ----------------------------------------------------------------------------------- | --------------------------------------------------- | -------------------------------- | -------------------------- | ---- |
| 10185                                                                               | Estación de autobuses de San Lorenzo de El Escorial | 640 660 661 664 665 666 667 669A | San Lorenzo de El Escorial |      |
| 10212                                                                               | Juan de Toledo - Codolosa                           | 640 660 664 669A 2 4             | San Lorenzo de El Escorial |      |
| 10213                                                                               | Juan de Toledo - Biblioteca                         | 640 660 664 669A 2 4             | San Lorenzo de El Escorial |      |
| 11530                                                                               | Ctra. M600 - Urb. Jardín de Reyes                   | 640 660 664 669A 2 4             | San Lorenzo de El Escorial |      |
| La expedición con paso por el instituto de El Escorial realiza la siguiente parada: |                                                     |                                  |                            |      |
| 10443                                                                               | Pozas - Centro Comercial                            | 640 1 2                          | San Lorenzo de El Escorial |      |
| Paradas del itinerario común                                                        |                                                     |                                  |                            |      |
| 10214                                                                               | Ctra. M600 - Urb. Monte Escorial                    | 640 660 664 669A 2 3 4           | San Lorenzo de El Escorial |      |
| 11026                                                                               | Hospital El Escorial                                | 640 660 669A 2 3 4               | San Lorenzo de El Escorial |      |
| 10206                                                                               | Ctra. M600 - Urb. Monte Escorial                    | 640 660 664 669A 2 3 4           | San Lorenzo de El Escorial |      |
| 11528                                                                               | San Sebastián - Conde de Chinchón                   | 661 667 669A 2 3                 | El Escorial                |      |
| 10187                                                                               | Av. Constitución - Quiterio López                   | 640 661 666 667 669A 2 3         | El Escorial                |      |
| 11526                                                                               | Av. Constitución - Alfonso XII                      | 640 661 666 667 669A 2 3         | El Escorial                |      |
| 12163                                                                               | Ctra. M-600 - Urb. Pinosol                          | 666 669A                         | El Escorial                |      |
| 12639                                                                               | Ctra. M-533 - Urb. El Alcor                         | 666 669A                         | El Escorial                |      |
| 10159                                                                               | Ctra. M-600 - Urb. La Pizarrera                     |                                  | El Escorial                |      |
| 12812                                                                               | Ctra. M-600 - Urb. Mojadillas                       |                                  | El Escorial                |      |
| 10152                                                                               | Ctra. M-600 - Urb. La Esperanza                     |                                  | El Escorial                |      |
| 10161                                                                               | Ctra. M-600 - Polideportivo La Dehesa               |                                  | Valdemorillo               |      |
| 09859                                                                               | Nava - Pza. Cristo                                  | 630 641 642                      | Valdemorillo               |      |
| 11810                                                                               | Ramón Gamonal - Centro de Salud                     | 630 641 642                      | Valdemorillo               |      |
| 09860                                                                               | San Juan - Fábrica Harinas                          | 630 641 642                      | Valdemorillo               |      |
| 12950                                                                               | San Juan - Ctra. M-510                              | 630 641 642 645 FS1              | Valdemorillo               |      |
| 19347                                                                               | Navarredonda - Urb. Puentelasierra                  | 641 642 FS1                      | Villanueva de la Cañada    |      |
| 17011                                                                               | Av. España - Parque Acuático                        | 627                              | Villanueva de la Cañada    |      |
| 12659                                                                               | Real - Larra                                        | 626 627                          | Villanueva de la Cañada    |      |
| 06197                                                                               | Empedrada - Real                                    | 530 581 626 627                  | Villanueva de la Cañada    |      |
| 11166                                                                               | Cristo - Av. Gaudí                                  | 530 581 627                      | Villanueva de la Cañada    |      |
| 20645                                                                               | Av. Madrid - Brasil                                 | 530 581 627                      | Villanueva de la Cañada    |      |
| 11048                                                                               | Av. Universidad - Universidad                       | 530 581 627                      | Villanueva de la Cañada    |      |

### Sentido San Lorenzo de El Escorial
| Código | Parada                                              | Común con                        | Municipio                  | Zona |
| ------ | --------------------------------------------------- | -------------------------------- | -------------------------- | ---- |
| 11048  | Av. Universidad - Universidad                       | 530 581 627                      | Villanueva de la Cañada    |      |
| 20646  | Av. Madrid - Brasil                                 | 530 581 627                      | Villanueva de la Cañada    |      |
| 11165  | Cristo - Av. Gaudí                                  | 530 581 626 627                  | Villanueva de la Cañada    |      |
| 09965  | Empedrada - Real                                    | 530 581 626 627                  | Villanueva de la Cañada    |      |
| 12658  | Real - Larra                                        | 627                              | Villanueva de la Cañada    |      |
| 17011  | Av. España - Parque Acuático                        | 627                              | Villanueva de la Cañada    |      |
| 09872  | Ctra. M600 - Urb. Puentelasierra                    | 641 642 FS1                      | Villanueva de la Cañada    |      |
| 12949  | San Juan - Ctra. M510                               | 630 641 642 645 FS1              | Valdemorillo               |      |
| 20874  | San Juan - Fábrica de Harinas                       | 630 641 642 669A                 | Valdemorillo               |      |
| 20875  | La Paz - Centro de Salud                            | 630 641 642 669A                 | Valdemorillo               |      |
| 20876  | Nava - Pza. Cristo                                  | 630 641 642 669A                 | Valdemorillo               |      |
| 10162  | Ctra. M-600 - Polideportivo La Dehesa               |                                  | Valdemorillo               |      |
| 10160  | Ctra. M-600 - Urb. La Esperanza                     |                                  | El Escorial                |      |
| 10153  | Ctra. M-600 - Urb. La Pizarrera                     |                                  | El Escorial                |      |
| 10154  | Ctra. M-533 - Urb. El Alcor                         |                                  | El Escorial                |      |
| 12164  | Ctra. M-600 - Urb. Pinosol                          | 666 669A                         | El Escorial                |      |
| 11525  | Av. Constitución - Madrid                           | 640 661 666 667 669A 2 3         | El Escorial                |      |
| 10183  | Av. Constitución - Francisco Valiño                 | 640 661 666 667 669A 2 3         | El Escorial                |      |
| 11527  | San Sebastián - Cardenal Cisneros                   | 661 667 669A 2 3                 | El Escorial                |      |
| 10214  | Ctra. M600 - Urb. Monte Escorial                    | 640 660 664 669A 2 3 4           | San Lorenzo de El Escorial |      |
| 11026  | Hospital El Escorial                                | 640 660 669A 2 3 4               | San Lorenzo de El Escorial |      |
| 10206  | Ctra. M600 - Urb. Monte Escorial                    | 640 660 664 669A 2 3 4           | San Lorenzo de El Escorial |      |
| 11531  | Ctra. M600 - Urb. Jardín de Reyes                   | 640 660 664 669A 2               | San Lorenzo de El Escorial |      |
| 10207  | Juan de Toledo - Biblioteca                         | 640 660 664 669A 2               | San Lorenzo de El Escorial |      |
| 10208  | Juan de Toledo - Velázquez                          | 640 660 664 669A 2               | San Lorenzo de El Escorial |      |
| 10185  | Estación de autobuses de San Lorenzo de El Escorial | 640 660 661 664 665 666 667 669A | San Lorenzo de El Escorial |      |